# Физули
Мохамед бин Сюлейман (на азербайджански: Məhəmməd Süleyman oğlu или مَحمد سلیمان اوغلی), по-известен като Физули (на азербайджански: Füzuli или فضولی), е поет от XVI век, творил на азербайджански, персийски и арабски. Смятан е за един от най-великите поети в тюркската литература. Творбите му са на голяма почит сред тюркския културен свят от XVI до XIX век, като популярността му се разпростира до Централна Азия и Индия.
Роден е на територията на днешен Ирак, като преживе родината му попада в границите на Ак Коюнлу, Сефевидски Иран и Османската империя. Като дете изучава литература, математика, астрономия и езици. Пише поезия за държавниците и от трите империи, като първата си поема посвещава на Алванд Мирза Бег от Ак Коюнлу. По-голямата част от творчеството си попада в периода на османското управление в Ирак. Макар да мечтае да посети места като Тебриз, Анатолия и Индия, той така и не напуска пределите на Ирак. Умира през 1556 г. от чума и е погребан в Кербала.
Физули е най-известен с азербайджанските си произведения, особено газелите си (вид любовни поеми). Пише дивани (сборници с поезия) на азербайджански, персийски и арабски. Стилът му включва интензивно описание на чувства и суфистки метафори и символи. Трудовете му са повляни от персийски поети като Низами Ганджеви, Джами и Хафез, както и от азербайджански поети като Имададдин Насими.
Физули има важна роля в развитието на азербайджанския език. Творбите му включват различни азербайджански, персийски и арабски литературни похвати, както и сунитски и шиитски идеи.